# Ko Arima
Ko Arima (Japó, 22 d'agost de 1917), és un exfutbolista japonès.

## Selecció japonesa
Ko Arima va disputar 3 partits amb la selecció japonesa.